# Contea di San Luis Obispo
La contea di San Luis Obispo (in inglese San Luis Obispo County) è una contea della California, negli Stati Uniti d'America. Si trova sulla costa dell'Oceano Pacifico, tra Los Angeles e la Bay Area. Nel 2010 aveva 269 637 abitanti. Il capoluogo di contea è San Luis Obispo.

## Geografia
La contea si trova nel sud-ovest dello Stato e a ovest si affaccia sull'Oceano Pacifico. A est si estendono le Santa Lucia Mountains.

### Contee confinanti
- Contea di Monterey - nord
- Contea di Kings - nord-est
- Contea di Kern - est
- Contea di Santa Barbara - sud

## Storia
Si tratta di una delle 27 contee originarie della California e fu creata nel 1850. Prende il nome dalla missione di San Luis Obispo creata da Padre Junipero Serra e dedicata proprio a san Luigi, vescovo di Tolosa.

## Comuni[6]

### Cities
- Arroyo Grande
- Atascadero
- Grover Beach
- Morro Bay
- Paso Robles
- Pismo Beach
- San Luis Obispo (capoluogo)

### Census-designated places
- Avila Beach
- Blacklake
- California Polytechnic State University
- Callender
- Cambria
- Cayucos
- Creston
- Edna
- Garden Farms
- Lake Nacimiento
- Los Berros
- Los Osos
- Los Ranchos
- Nipomo
- Oak Shores
- Oceano
- San Miguel
- San Simeon
- Santa Margarita
- Shandon
- Templeton
- Whitley Gardens
- Woodlands